# Annetta (Texas)
Annetta es un pueblo ubicado en el condado de Parker en el estado estadounidense de Texas. En el Censo de 2010 tenía una población de 1.288 habitantes y una densidad poblacional de 208,86 personas por km².

## Geografía
Annetta se encuentra ubicado en las coordenadas 32°42′3″N 97°40′10″O / 32.70083, -97.66944. Según la Oficina del Censo de los Estados Unidos, Annetta tiene una superficie total de 6.17 km², de la cual 6.01 km² corresponden a tierra firme y (2.52%) 0.16 km² es agua.

## Demografía
Según el censo de 2010, había 1.288 personas residiendo en Annetta. La densidad de población era de 208,86 hab./km². De los 1.288 habitantes, Annetta estaba compuesto por el 96.27% blancos, el 0.23% eran afroamericanos, el 0.85% eran amerindios, el 0.47% eran asiáticos, el 0% eran isleños del Pacífico, el 0.78% eran de otras razas y el 1.4% pertenecían a dos o más razas. Del total de la población el 3.34% eran hispanos o latinos de cualquier raza.